# 花菱アチャコ

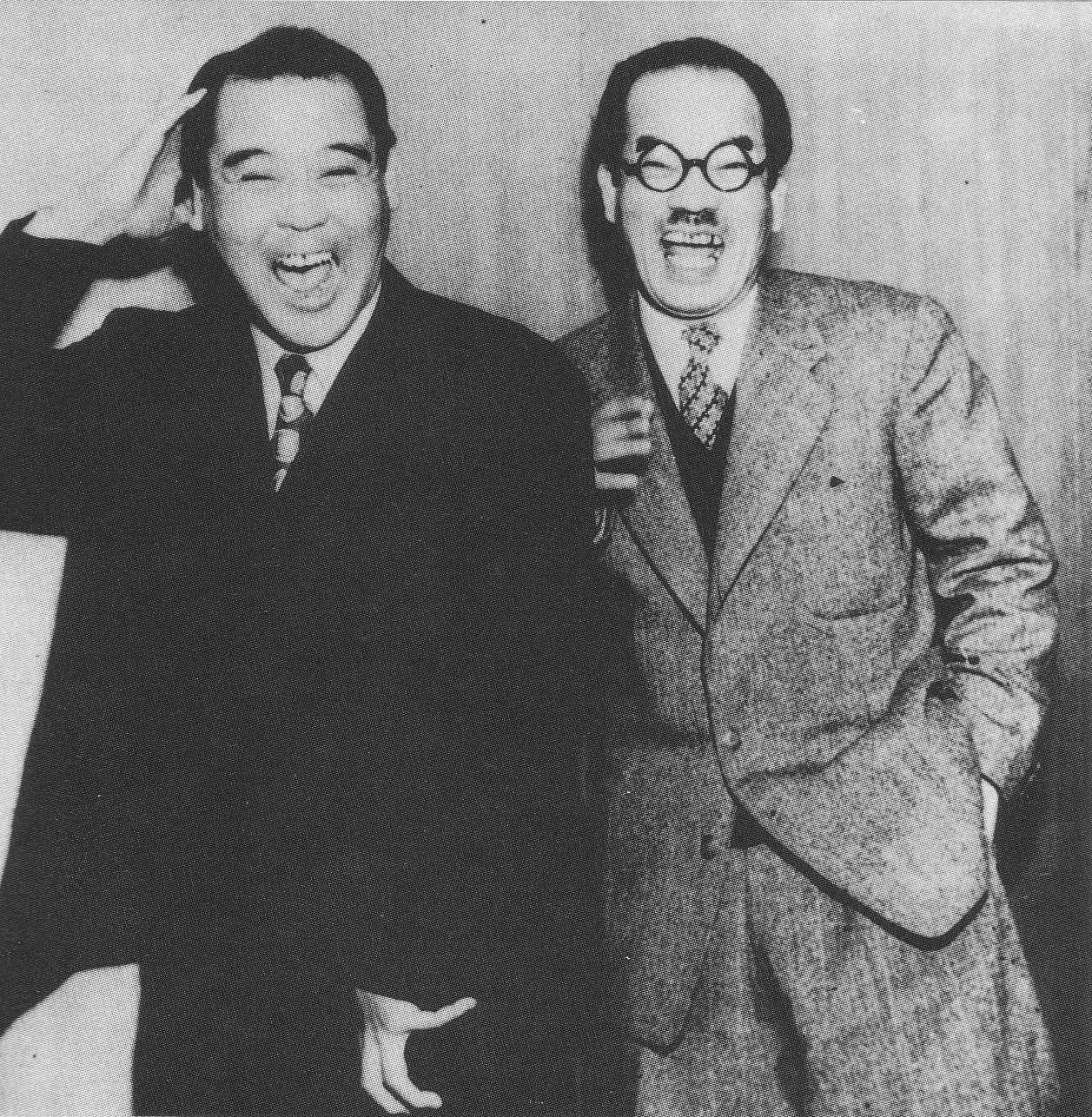
左が花菱アチャコ、右が横山エンタツ
本来の立ち位置とは逆である

花菱 アチャコ（はなびし あちゃこ、1897年〈明治30年〉7月10日 - 1974年〈昭和49年〉7月25日）は、大正・昭和期の漫才師、俳優である。本名：藤木 徳郎。福井県勝山市出身。

## 来歴
生家は法沢寺という寺院であった。幼くして両親とともに大阪に移り住む。父は仏壇職人になった。移住後、アチャコは奉公に出るなどしていたが、遊芸に興味を持ち、1913年に15歳で新派の山田九州男（山田五十鈴の父）の一座に入って「東明幸四郎」と名乗り、千日前敷島倶楽部で初舞台を踏む。1914年、神戸の喜劇一座「鬼笑会」に入り、漫才に転向。このとき「花菱アチャコ」を名乗る。芸名のうち、亭号の「花菱」は、生家の家紋が由来である。「アチャコ」の由来について、アチャコが決まって説明していたのは「鬼笑会」時代に先輩役者からつけられたあだ名「アーチョン」が転じた、というものである。幕切れに拍子木を打つ際に上手くいかず、先輩役者の「アッ!」の掛け声の合図で「チョン!」と打つようになったことからついた名という。これには異説もあり、マメな性格で「あちゃこちゃする」からアチャコとなったとも、長崎県の工芸品・古賀人形の一種「あちゃさん」にアチャコの顔が酷似していたためともされる。なお、「コ」の字がつくために、名乗り始めたころはよく女性と間違われたという。徴兵検査を受ける頃には、奈良瓦堂町の中井座に在籍していた。
1919年に一度だけ横山エンタツと座を組み、幕間に「しゃべくり漫才」を試演するが不評に終わり、客からはみかんの皮を投げられるほどであった。
1925年、吉本興業に入社する。1930年、当時吉本興業で総支配人の座にあった林正之助の勧めに従い、横山エンタツとふたたびコンビを組んだ。当時人気のあった東京六大学野球をネタにした『早慶戦』（水原茂リンゴ事件）などの「しゃべくり漫才」で人気を博す。1934年、中耳炎にかかり入院、その間にエンタツは林正之助等との相談の上でコンビを解消する。エンタツは杉浦エノスケと組む。退院後は舞台では千歳家今男とのコンビを復活させたが、映画では引き続きエンタツ・アチャコのコンビを継続した。一方で「アチャコ劇団」を旗揚げし、全国を巡業する。
第二次世界大戦終結後、吉本興業は一時演芸部門から撤退し全所属芸人との専属契約を解除するが、唯一の例外として専属契約継続を認められた。これは、1939年の新興キネマによる吉本所属芸人の引き抜き騒動の際、アチャコも新興から契約金として当時としては大金である500円を既に受け取っていたが、林正之助に一喝されてそれを新興に返し、吉本からも「（吉本はアチャコの）面倒を一生みる」と一筆取っていたためである。結局この契約はアチャコが亡くなるまで継続されることになる。
戦後間もない時期には、長谷川一夫の『銭形平次捕物帳』など、映画の時代劇等でバイプレーヤーとしても活躍している。
1950年、産業界のアメリカ視察団に同行、船で渡米する。同年12月11日帰国。
1952年に長沖一原作のラジオ番組『アチャコ青春手帖』が大ヒット作となり映画化された。後番組で『アチャコほろにが物語　波を枕に』を経て、引き続き浪花千栄子と共演した『お父さんはお人好し』が人気を博し、これも映画化された。1959年に吉本興業が演芸部門を再開させると、吉本の一枚看板として吉本バラエティの初期を支えた。
テレビが日本の家庭に普及しつつあった高度成長期に「滅茶苦茶でごじゃりまするがな」「さいなもうー…」の台詞で一世を風靡。
1953年12月24日に千日グランドの杮落しでエンタツと久しぶりに客の前で「僕の家庭」を披露、1963年にはNHKで放映された「漫才の歴史」の番組「漫才繁盛記」（構成：小林信彦）においても披露したが、ブランクを感じさせない名コンビぶりを発揮した。
1974年7月25日、直腸癌のため死去。77歳没。戒名は阿茶好院花徳朗法大居士。

### 弟子など

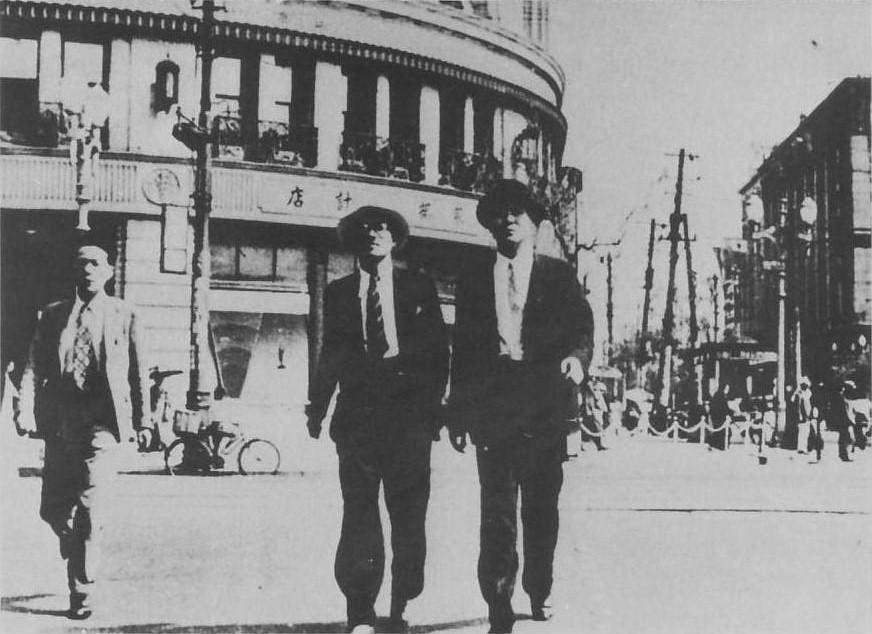
服部時計店前を歩く横山エンタツと花菱アチャコ

弟子には、粋曲漫談ののれん太郎、漫談の鶴乃一声、三五郎、岡八朗、石川大介（付き人）、石川寿子（付き人）、西川花助（付き人）などがいる。
かつて、実質の孫弟子（岡八朗の弟子）「オール阪神・巨人」に「二代目エンタツ・アチャコ」を継がせるという話があったが、オール阪神・巨人側が「おそれ多い」と断った。
孫のアチャマゴ久利（藤木久利）はレゲエミュージシャンで、「アチャコ一座」というバンドを結成して活動している。また、大阪市中央区高麗橋に、1952年からアチャコの妻が経営していた店は現在(2014年)はアチャマゴがたこ焼き屋「ACHAKO」として経営中。

## 歴代相方
菅原家千代丸、横山エンタツ、浮世亭夢丸、千歳家今男とコンビを組む。

## 著書
- 『遊芸稼人 アチャコ泣き笑い半生記』アート出版、1970年。

### 関連書籍
- 藤本義一『大いなる笑魂』文藝春秋、1977年。のち文春文庫
- 竹本浩三『オモロイやつら』文春新書、2002年。「第2章 花菱アチャコ」

## 花菱アチャコを演じた俳優
- 角野卓造（1984-1985年・NHK総合 連続テレビ小説『心はいつもラムネ色』） - 役名は「金菱アチャコ」
- オール阪神（1988年・関西テレビ 花王名人劇場『にっぽん笑売人』）[4]
- 沢田研二（1998年・舞台『FINAL ACT むちゃくちゃでごじゃりまするがな』）
- 桂茶がま（2012年・東海テレビ『鈴子の恋 ミヤコ蝶々女の一代記』）
- 中川礼二（中川家）
  - （2012年・舞台『吉本百年物語 キミとボクから始まった』）
  - （2021-2022年・NHK総合 連続テレビ小説『カムカムエヴリバディ』）[5]
- 北山雅康（2012年・舞台『吉本百年物語 笑う門には、大大阪』）
- 藤原光博（リットン調査団）（2012年・舞台『吉本百年物語 わらわし隊、大陸を行く』）
- 兵動大樹（矢野・兵動）（2012年・舞台『吉本百年物語 焼け跡、青春手帖』）
- 前野朋哉（2017-2018年・NHK総合 連続テレビ小説『わろてんか』） - 役名は「潮アサリ」
- 塚地武雅（ドランクドラゴン）（2020-2021年・NHK総合 連続テレビ小説『おちょやん』） - 役名は「花車当郎」